# Syl Labrot
Sylvester Welch Labrot III. (* 12. November 1929 in New Orleans, Louisiana; † 14. Juli 1977 in New York City) war ein US-amerikanischer Fotograf, Grafiker und Maler.

## Leben
Labrot wurde als ältestes von drei Kindern des Ehepaares Sylvester Welch Labrot Jr. (1902–1958) und Elizabeth Gay (1903–1958) in großbürgerliche Verhältnisse geboren. Sein Vater, der Nachfahre eines Whiskey-Brenners aus Kentucky, war Unternehmer und Kunstsammler und interessierte sich für das Pferderennen. Von 1947 bis 1951 studierte Syl Labrot zunächst Politologie an der University of Colorado Boulder. Beeindruckt von der Fotografie und dem Leben Edward Westons, schrieb er sich in dieser Zeit am New York Institute of Photography für einen Kurs als Fotojournalist ein. Er schuf zunächst Bilder auf Kodak Ektachrome, „weil mit Farbaufnahmen mehr Geld zu verdienen war“. Seine ersten Fotos erschienen auch in größeren Zeitungen wie Life, Saturday Evening Post und Ladies’ Home Journal. Ein Haus erbaute er sich 1957 in Easton, Connecticut.
Über den Fotografen Jim Milmoe (1927–2022) aus Denver kam er in Kontakt mit der Gruppe um Minor White, die ihn dazu animierte, mit Farbüberzügen zu experimentieren. Als Labrot Denver 1958 verließ, hatte er sich vorgenommen, seine Karriere als Fotograf mit kreativen Arbeiten in Farbe fortzusetzen. So begann er mit Arbeiten im Carbrodruck, einem Verfahren, das satte, ans Surreale grenzende Farbbilder liefert. Er verkaufte vier Abzüge an den Fotokurator des Museum of Modern Art (MoMA), Edward Steichen, und dieser nahm ihn in seine Ausstellung neuester Erwerbungen auf. Im folgenden Jahr war Labrot mit anderen Künstlern der Gruppe um White in der Ausstellung Photography at Mid-Century im George Eastman House vertreten. Ebenfalls 1959 wurde er – zusammen mit Walter Chappell (1925–2000) und Nathan Lyons (1930–2016) – in der Ausstellung The Sense of Abstraction im MoMA gezeigt. 1960 kam das zusammen mit Chappell entstandene Werk Under the Sun heraus. Ab 1959 wandte er sich der Malerei zu. 1965 hatte er in New York City eine Einzelausstellung. Im Auftrag des Museums von Bridgeport produzierte er 1969 das Werk Vision and Reality. Ab 1971 lehrte er in der von Lyons gegründeten Schule Visual Studies Workshop. Unter dem Eindruck des radikalen Einsatzes der Fotografie in den Werken von Andy Warhol und Robert Rauschenberg schuf er Arbeiten, die er 1976 in Pleasure Beach veröffentlichte. An Krebs erkrankt, starb er 1977 im Alter von 47 Jahren.